# Angie Cepeda
Angélica María Cepeda Jiménez (Magangué, Bolívar, 2 de agosto de 1974), más conocida como Angie Cepeda, es una actriz colombiana de cine y televisión. Ha participado en varias series y películas en Latinoamérica, Estados Unidos y Europa (España e Italia). Es hermana de la también actriz colombiana Lorna Cepeda. Actualmente reside en Los Ángeles.

## Biografía
Angie es hija de los abogados Yadhira Jiménez y José Cepeda. Nació en Magangué pero se crio en Barranquilla antes de trasladarse a la capital de su país, Bogotá, lugar en el que trabajó como modelo.
A comienzos de los años 1990,  comenzó a intervenir en telenovelas, entre ellas La maldición del paraíso, Sólo una mujer o Candela. Angie debutó en el cine con la película de Sergio Cabrera Ilona llega con la lluvia (1996). En la parte final de la década de 1990 consolidó su carrera televisiva con la grabación de telenovelas como Luz María, Las Juanas y Pobre diabla.
En la gran pantalla conoció uno de sus mejores papeles con su personaje de la Colombiana en la adaptación que hizo Francisco Lombardi de la novela de Mario Vargas Llosa Pantaleón y las visitadoras (2000) y que protagonizó junto a Salvador del Solar.
Otros títulos de su filmografía son Samy y Yo (2002), comedia argentina coprotagonizada por Ricardo Darín, Amor en alquiler (2005), su primer film con capital estadounidense, o The Dead One (2007), fantasía de terror coprotagonizada por Wilmer Valderrama. En El mal ajeno compartía protagonismo con Eduardo Noriega y Belén Rueda. Otras producciones televisivas que contaron con su presencia fueron Los protegidos, Vientos de agua y Fuera de lugar.

## Filmografía

### Televisión
- Los protegidos: Un nuevo poder (2025) - Jimena García Cabrera
- Halo (2022) — Violetta Franco
- Room 104 (2019) — Dolores
- Berko: El Arte de Callar (2019) — Julianne
- Camion taureau (2017)
- 2091 (2016) — Lila Jalif
- Jane the Virgin (2016) — Adriana Chavando
- Páginas negras (2015) — Posproducción
- Familia en venta (2014) — Vera
- Escobar, el patrón del mal (2012) — Regina Parejo (Virginia Vallejo)
- Los Protegidos (2010-2012) — Jimena García Cabrera / Rey Pina
- Fuera de lugar (2008) — Sol
- Vientos de agua (2005) — Mara
- Pobre diabla (2000) — Fiorella Morelli Vda. de Mejia-Guzmán
- Luz María (1998) — Luz María "Lucecita" Camejo / Luz María "Lucecita" Mendoza y Rivero
- Las Juanas (1997) — Juana Valentina Salguero
- Candela (telenovela) (1994) — Candelaria Daza
- Sólo una mujer (1993) — Carolina Altamirano
- Crónicas de una generación trágica (1993) — Merceditas Nariño
- La maldición del paraíso (1992) — Laura
- La mujer del General Montesinos (1991) — Hanna

### Cine
- Dime lo que quieres (de verdad) (2023) — Emilia[8]
- Encanto (2021) — Julieta Madrigal (voz)[9]
- Kill Chain (2019)
- Kobiety mafii 2 (2019) — Aida
- La semilla del silencio (2015) — María del Rosario Durán
- Wild Horses (2015) — María Gonzales
- Elvira, te daría mi vida pero la estoy usando (2015) — Eloy
- El elefante desaparecido (2014) — Mara de Barclay
- A Night in Old Mexico (2012) — Patty Wafers
- Heleno (2011) — Diamantina
- Una hora más en Canarias (Con amor y sin amor) (2010) — Claudia
- El mal ajeno (2010) — Sara
- Privateer (2009) (cortometraje) — Catherine
- De paso (Passing by) (2008) (cortometraje) — Marina
- El amor en los tiempos del cólera (2007) — La viuda de Nazareth
- El muerto (The Dead One) (2005)— María
- Oculto (2005) — Natalia
- Love for Rent (2003) — Sofía
- Il paradiso all'improvviso (El paraíso improvisto) (2003) — Amaranta[2]
- Samy y yo (2001) — Mary
- El destino no tiene favoritos (2000) — María
- Leyenda de fuego (2000) — Cecilia
- Pantaleón y las visitadoras (1999) — Olga Arellano "La Colombiana"
- Ilona llega con la lluvia (1997) — Zulema

## Publicidad, campañas y eventos
- Persiana americana (programa musical)
- Penalty mundialista (concurso)
- Presentadora premios "MTV VMALA 2002" (Mejor grupo: Libido).
- Presentadora premios "Goya 2004" (Mejor corto - Mejor documental).
- Presentadora premios "Fotogramas 2005" (Mejor actor protagonista: Óscar Jaenada).
- Presentadora premios "Cine Vegas Film Festival 2007" (Mejor director: Mike Newell).
- Presentadora premios "Festival de Málaga 2009" (Mejor banda sonora original: Joan Saura).
- Presentadora premios "Festival de Valladolid 2009".
- Presentadora premios "Los 40 Principales 2010" (Mejor Canción Nacional: "Cosas que suenan" de Maldita Nerea).
- Presentadora de la Sección horizontes latinos en el "Festival de San Sebastián 2007".
- Presentadora del Homenaje a Mario Vargas Llosa del "Festival de Lima 2008".
- Presentadora del Homenaje a los secuestrados de Colombia "Navidad en libertad - Madrid 2008".
- Participación en maratón a favor de "Aldeas infantiles SOS 2009" realizado por Grupo Palestra.
- Imagen de Unique Yanbal Internacional - Rostro oficial 2007 (29 de enero - 23 de febrero).
- Imagen de "Frutive" (Campaña ¿Quién es el otro?)
- Imagen de "Cerveza Águila"
- Imagen de 100 Latinos en Madrid 2010
- Campaña contra el maltrato "Maltrato Zero" - octubre de 2008.
- Imagen de Doritos 1997

## Premios y nominaciones

### Premios Platino
| Año  | Categoría                     | Película                | Resultado | Ref.   |
| ---- | ----------------------------- | ----------------------- | --------- | ------ |
| 2017 | Mejor interpretación femenina | La Semilla del Silencio | Nominada  | [ 10 ] |

### Premios India Catalina
| Año  | Categoría                              | Telenovela o Serie       | Resultado                            |
| ---- | -------------------------------------- | ------------------------ | ------------------------------------ |
| 1998 | Mejor actriz protagónica de telenovela | Las Juanas               | Ganadora (Ganadoras todas La Juanas) |
| 1996 | Mejor actriz protagónica de telenovela | Candela                  | Nominada                             |
| 1994 | revelación del año                     | La maldición del paraíso | Ganadora                             |

### Premios People en Español
| Año  | Categoría    | Telenovela o Serie         | Resultado |
| ---- | ------------ | -------------------------- | --------- |
| 2012 | Mejor Actriz | Escobar, el patrón del mal | Nominada  |

### Premios TVyNovelas
| Año  | Categoría                              | Telenovela o Serie       | Resultado |
| ---- | -------------------------------------- | ------------------------ | --------- |
| 1998 | Mejor actriz protagónica de telenovela | Las Juanas               | Nominada  |
| 1996 | Mejor actriz protagónica de telenovela | Candela                  | Nominada  |
| 1994 | Mejor actriz revelación                | La maldición del paraíso | Nominada  |

### Premios LucesdeEl Comercio
| Año  | Categoría               | Telenovela o Serie       | Resultado |
| ---- | ----------------------- | ------------------------ | --------- |
| 2014 | Mejor actriz de reparto | El elefante desaparecido | Nominada  |

### Otros premios obtenidos
- Premio a Mejor Actriz en el Festival de Cine de Viña del Mar en Chile por la película Samy y yo (Un tipo corriente).
- Premio Cacique de Oro a la Actriz Revelación por La Maldición del Paraíso.
- Premio de Honor de la Semana de Cine Iberoamericano de Villaverde, en España. Especial